# Dinesh Karthik
Krishnakumar Dinesh Karthik (* 1. Juni 1985 in Madras, Indien) ist ein indischer Cricketspieler, der seit 2004 für die indische Nationalmannschaft spielt.

## Kindheit und Ausbildung
Sein Vater spielte selbst Cricket und ging mit ihm, als Dinesh zehn Jahre alt war, für zwei Jahre nach Kuwait.
Er war Teil der indischen Vertretung beim ICC U19-Cricket-Weltmeisterschaft 2004.

## Aktive Karriere

### Anfänge in der Nationalmannschaft
Karthik spielte für Tamil Nadu im nationalen indischen Cricket. Nach guten Leistungen in der Ranji Trophy 2003/04 kam er im Sommer 2004 für Parthiv Patel ins Nationalteam. Sein Debüt im ODI-Cricket gab er im September 2004 bei der Tour in England. Daraufhin erhielt er auch einen Einsatz bei der ICC Champions Trophy 2004. Auch gab er im November 2004 bei der Tour gegen Australien sein Debüt im Test-Cricket. Im März 2005 erreichte er im zweiten Test gegen Pakistan ein Half-Century über 93 Runs, aber es war nur eine der wenigen Gelegenheiten, bei denen er am Schlag überzeugen konnte. Daraufhin wurde er aus dem Kader gestrichen. Bei der Tour in Südafrika im Dezember 2006 kam er zurück ins Team und absolvierte dabei sein erstes Twenty20, wobei er nach 31* Runs als Spieler des Spiels ausgezeichnet wurde. In der Test-Serie erziele er bei seinem Comeback im dritten Test ein Fifty über 63 Runs. Daraufhin kamen die West Indies nach Indien, wobei er im zweiten ODI ein Half-Century über 63 Runs, wofür er als Spieler des Spiels. Daraufhin kam es zu Diskussionen ob er neben MS Dohni in den Kader als zweiter Wicket-Keeper in den Cricket World Cup 2007 aufgenommen werden sollte. Er wurde zwar in den Kader als Batter berufen, kam bei dem Turnier jedoch nicht zum Einsatz.
Zu Beginn des Sommers reiste er mit dem Team nach Bangladesch. Dort erreichte er zunächst in den ODIs ein Fifty über 58* Runs. In der Test-Serie folgte dann zunächst ein Fifty über 56 Runs im ersten Spiel, bevor er im zweiten Test mit 129 Runs aus 212 Bällen ein Century erreichte. In England konnte er dann in den drei Tests jeweils ein Half-Century erzielen (60, 77 und 91 Runs) und damit den Serien-Sieg Indiens ermöglichen. Im Dezember erreichte er gegen Pakistan ein Half-Cenutry (52 Runs) in der Test-Serie. Jedoch war seine Leistung zu dem Zeitpunkt nicht ausreichend um im Team zu verbleiben. Für Tamil Nadu wurde er im Oktober 2008 zum Kapitän ernannt. Nachdem sich Virender Sehwag verletzt hatte, wurde er für den ICC World Twenty20 2009 nachnominiert, blieb jedoch ohne Einsatz. Nach der Nominierung erhielt er einen Einsatz in der ODI-Serie in den West Indies und konnte ein Fifty (67 Runs) beisteuern. Im Februar 2010 konnte er dann noch einmal ein Fifty über 79 Runs gegen Südafrika erreichen. Daraufhin erhielt er eine Nominierung für den ICC World Twenty20 2010, wo er zwei Spiele spielte. Nachdem er beim Asia Cup 2010 im Finale gegen Sri Lanka ein Fifty über 66 Runs erreicht hatte, wurde er beim Titelgewinn als Spieler des Spiels ausgezeichnet.

### Spärliche Einsätze auf internationaler Ebene
Dieses reichte jedoch nicht um im Tem zu verbleiben und so wurde er aus dem Kader gestrichen. Nachdem er in der nationalen Saison 2012/13 gute Leistungen gezeigt hatte, wurde er fast drei Jahre nach seinem letzten Einsatz im Nationalteam zur ICC Champions Trophy 2013 wieder ins Team berufen. Dort erzielte er unter anderem in der Vorrunde gegen die West Indies ein Fifty über 51* Runs. In den folgenden Monaten gelang ihm jedoch nur ein weiteres Fifty (69 Runs) in der ODI-Serie in Simbabwe und so fiel er, nachdem auch sein Wicket-Keeping beim Asia Cup 2014 schwächen zeigte, zum Ende der Saison 2013/14 wieder aus dem Kader. Er spielte weiter im nationalen Cricket für Tamil Nadu und für verschiedene Teams in der Indian Premier League. Im Jahr 2016 suchte das indische Team einen Wicket-Keeper, nachdem sich Wriddhiman Saha verletzt hatte, da Karthik zu diesem Zeitpunkt jedoch verletzt war, kam er nicht in Betracht. Mit Tamil Nadu gewann er daraufhin die Vijay Hazare Trophy 2016/17 und konnte dabei im Finale mit einem Century (112 Runs) herausstechen.
Daraufhin kam er im Sommer 2017 wieder zurück ins Nationalteam. Bei der Tour in den West Indies erzielte er dabei ein Fifty über 50* Runs in der ODI-Serie. Im Oktober folgte gegen Neuseeland ein weiteres Fifty über 64* Runs. In den folgenden zwei Jahren spielte er regelmäßig in den ODIs und Twenty20s, konnte jedoch selten herausragen. Im Sommer 2019 erhielt er dann die Nominierung für den Cricket World Cup 2019. Dabei spielte er dann drei Spiele, stach jedoch nicht heraus. Daraufhin wurde er wieder aus dem Kader gestrichen. Mit Tamil Nadu gewann er dann die Syed Mushtaq Ali Trophy 2020/21, etwas was er in der Saison 2021/22 wiederholen konnte. Nachdem er dann auch noch eine gute Indian Premier League 2022 für die Royal Challengers Bangalore ablieferte, wurde er wieder ins Twenty20-Nationalteam berufen. Bei seiner Rückkehr erzielte er gegen Südafrika ein Fifty über 55 Runs. Beim Asia Cup 2022 konnte er dann nicht herausragen, erhielt trotzdem die Nominierung für den ICC Men’s T20 World Cup 2022. Dort konkurrierte er mit Rishabh Pant um den Platz des Wicket-Keepers im Team, konnte sich jedoch zumeist durchsetzen, ragte jedoch nicht heraus.

## Privatleben
Im August 2015 heiratete er in zweiter Ehe die indische Squashspielerin Dipika Pallikal. Im Oktober 2021 wurden sie Eltern von Zwillingen.